# Golfe de Manfredonia
Le Golfe de Manfredonia est un golfe formé par la mer Adriatique, dans les Pouilles. C'est le Sinus Urias des anciens.
Il tire son nom de la ville principale qui s’élève sur ses rives. Le promontoire de Gargano, formé par l’extrémité orientale de la montagne de ce nom, forme sa limite septentrionale, tandis qu’au S. il est fermé par une pointe qui s’avance dans la mer à l’E. de Barletta. Il mesure 60 km dans sa plus grande largeur, 35 km de largeur, et environ 20m de profondeur.

## Source
« Golfe de Manfredonia », dans Pierre Larousse, Grand dictionnaire universel du XIXe siècle, Paris, Administration du grand dictionnaire universel, 15 vol., 1863-1890 [détail des éditions].